# Akademiengruppe Altern in Deutschland
Die Akademiengruppe Altern in Deutschland war ein gemeinsames Projekt der Nationalen Akademie Leopoldina und der Deutschen Akademie der Technikwissenschaften (acatech). Ihre Aufgabe war es, Chancen und Probleme einer alternden Gesellschaft zu untersuchen. Der Fokus richtete sich auf die Welt der Arbeit und des lebenslangen Lernens. 

## Akademiengruppe
Die Akademiengruppe Altern in Deutschland war das bisher größte interdisziplinäre Forschungsprojekt zum Thema „Demographischer Wandel“ in Deutschland. Insgesamt 29 Wissenschaftler aus zehn unterschiedlichen Disziplinen (von Psychologie und Ökonomie über Geschichte und Philosophie hin zu Medizin und Informatik) haben sich in der Akademiengruppe zusammengetan, um das Phänomen einer „alternden Gesellschaft“ aus unterschiedlichen Perspektiven zu beleuchten. Sie geht auf die Initiative des Alternsforschers Paul B. Baltes zurück. Sie wurde von dem Sozialhistoriker Jürgen Kocka und der Alternsforscherin und Psychologin Ursula Staudinger geleitet.
Die Akademiengruppe wurde von der in Zürich ansässigen Jacobs Foundation für eine Dauer von drei Jahren (2006–2008) finanziell gefördert. 
Das noch laufende Folgeprojekt Akademiengruppe Fertilität wendet sich der anderen Seite des demographischen Wandels, dem Geburtenverhalten zu. Die Akademiegruppe Fertilität wird gemeinsam von Leopoldina und Berlin-Brandenburgischer Akademie der Wissenschaften getragen und ebenfalls von der Jacobs Foundation gefördert.

## Ziele
Aufgabe war, die Chancen und Probleme einer alternden Gesellschaft zu erfassen und auf der Grundlage der besten verfügbaren Ergebnisse wissenschaftlicher Forschung zu ausgewählten Schwerpunkten (besonders in Bezug auf Arbeit und Lernen) Empfehlungen für eine aktive Gestaltung des Prozesses der gesellschaftlichen Alterung zu formulieren: Empfehlungen, die primär an Adressaten aus Politik und Gesellschaft, an die Öffentlichkeit gerichtet sind.

## Empfehlungen und Materialienbände
Die Empfehlungen sind das Kondensat der dreijährigen Arbeit der Akademiengruppe. Sie basieren auf acht wissenschaftlichen Tagungen, deren Ergebnisse in acht Materialienbänden dokumentiert wurden. Die Materialienbände sind auch die wissenschaftliche Unterlegung der Akademiengruppe ausgesprochenen Empfehlungen. Alle dort formulierten Erkenntnisse über die Gewonnenen Jahre werden hier ausgeführt und wissenschaftlich belegt.
Nach Auffassung der Akademiengruppe hindert uns gegenwärtig eine Mischung aus weit verbreiteten Fehlurteilen über das Alter und das Altern sowie aus überkommenen Strukturen und Gewohnheiten daran, die Chancen des demographischen Wandels zu ergreifen. Ein Teil der Empfehlungen beschäftigt sich deshalb mit der Darstellung und Widerlegung von Legenden und will damit zur Entstehung eines neuen Altersbildes beitragen, das der Wirklichkeit besser gerecht wird.
Altern in Deutschland Materialienbände (alle 2009)
- Band 1 Bilder des Alterns im Wandel. Historische, interkulturelle, theoretische und aktuelle Perspektiven online, PDF
- Band 2 Altern, Bildung und lebenslanges Lernen online, PDF
- Band 3 Altern, Arbeit und Betrieb online, PDF
- Band 4 Produktivität in alternden Gesellschaften
- Band 5 Altern in Gemeinde und Region
- Band 6 Altern und Technik
- Band 7 Altern und Gesundheit
- Band 8 Altern: Familie, Zivilgesellschaft, Politik
- Band 9 Gewonnene Jahre. Empfehlungen der Akademiengruppe Altern in Deutschland